# Philippe d'Aquin
Pour les articles homonymes, voir Aquin.
Philippe d'Aquin est un médecin et philologue hébraïste français du XVIIe siècle, d'origine juive, né à Carpentras vers 1576, mort à Paris vers 1650.

## Biographie
Son nom d'origine était Mordekhaï Crescas (ou Mardochée Cresque). Excommunié par sa communauté, il quitta Carpentras pour l'Italie et se convertit au catholicisme à Aquino, adoptant alors le nom de Philippe d'Aquin (ou plus tard Daquin). Installé à Paris, il fut nommé vers 1610 professeur d'hébreu au Collège royal. Il exerça aussi la fonction de médecin auprès de Marie de Médicis et de Concino Concini. En 1617, il fut témoin à charge dans le procès de Léonora Galigaï pour sorcellerie et « juiverie ». Il est le père de Louis-Henri d'Aquin (ou Daquin), et fonda une dynastie qui donna notamment des médecins du roi et des évêques.
Il se rendit surtout célèbre pour ses travaux philologiques qui concernent la langue hébraïque et les traditions rabbinique et kabbalistique. Il participa à l'élaboration de la Bible polyglotte de Guy Michel Lejay, réalisée entre 1628 et 1645. Sinon, il a notamment publié :
- Primigenæ voces, seu radices breves linguæ sanctæ (Paris, 1620) ;
- Pirḳe Aboth, Sententiæ rabbinorum, hebraice cum Latina versione (Paris, 1620, avec une édition hébreu-italien intitulée Sentenze : Parabole di rabbini, tradotte da Philippo Daquin. [1]); Une traduction en français paraîtra également en 1629
- Veterum rabbinorum in exponendo Pentateucho modi tredecim (Paris, 1620). [2]

- Dissertation du Tabernacle et du camp des Israélites (Paris, 1623) ; Ainsi qu'un essai sur les sacrifices
- Interpretatio arboris cabbalisticæ (Paris, 1625, sur l'« Arbre de vie » des kabbalistes) ; [3]
- Beḥinat 'Olam (Examen du monde) de Yedaiah Bedersi (rabbin de Perpignan au XIVe siècle ; hébreu-français, Paris, 1629) ;
- Ma'arik ha-Ma'areket, Dictionarium Hebraicum, Chaldaicum, Talmudico-Rabbinicum (Paris, 1629) ;
- Kina, Lacrimæ in obitum cardinalis de Berulli (Paris, 1629) ;